# Niederegger

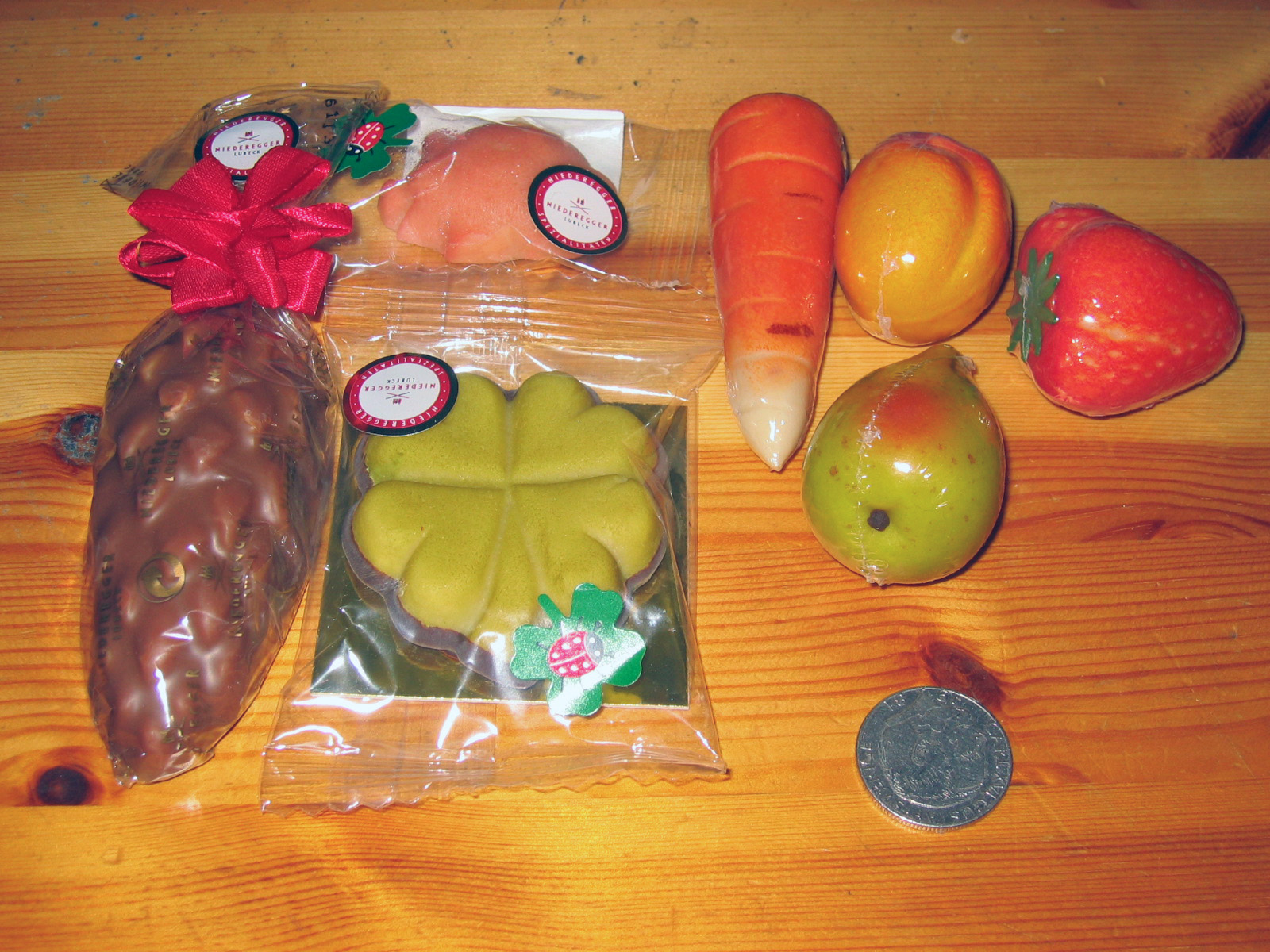
Výběr marcipánů vyráběných společností Niederegger

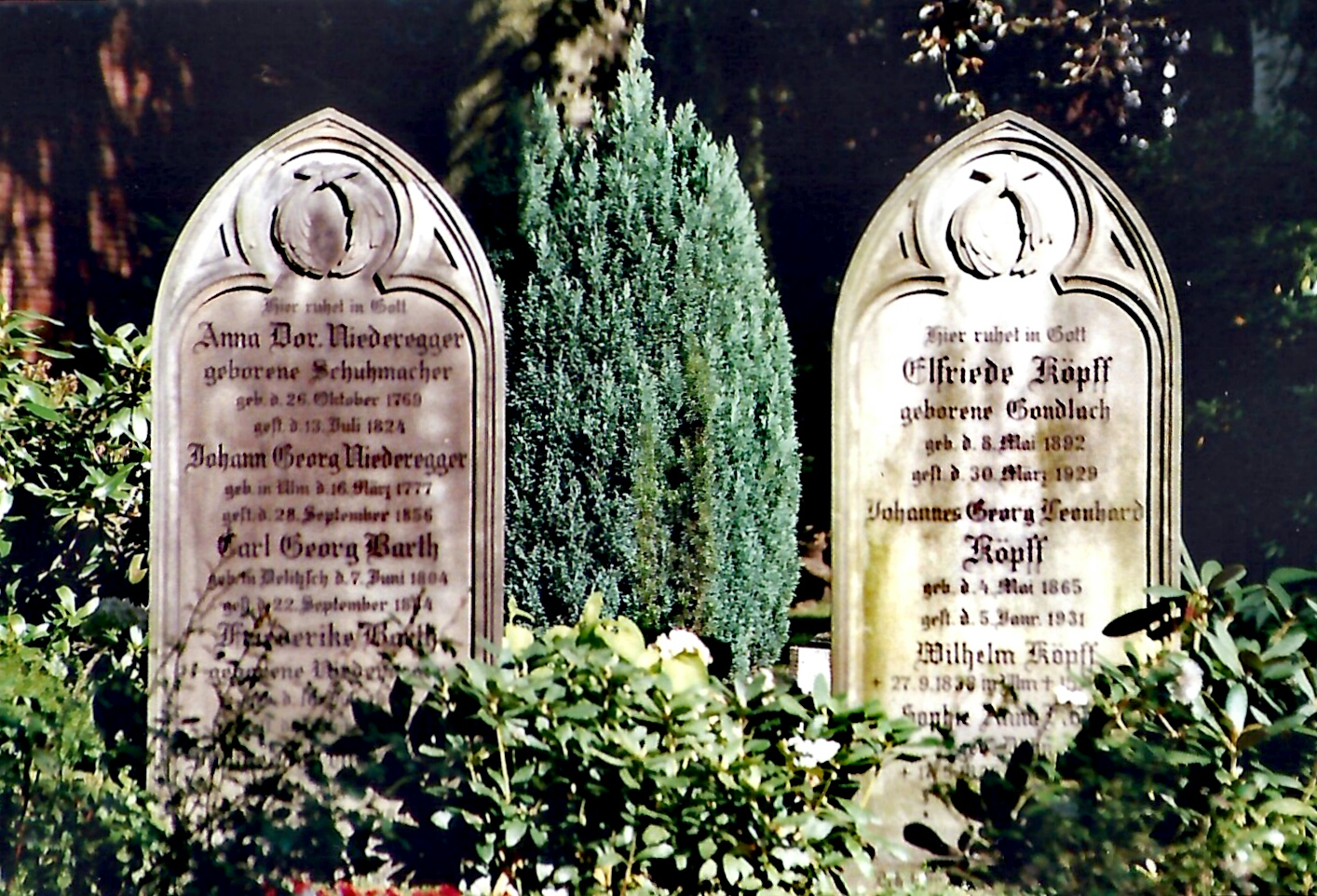

J. G. Niederegger GmbH & Co. KG je německá potravinářská společnost se sídlem v Lübecku. Zabývá se výrobou marcipánu a nugátu, v současnosti nabízí přes 300 různých produktů.[zdroj?]
Společnost byla založena Johannem Georgem Niedereggerem 1. března 1806 v Lübecku a už po sedm generací je majetkem rodiny Niedereggerů. Ve středu Lübecku je Kavárna Niederegger, která kromě podnikové prodejny nabízí i muzeum marcipánu.